# Aristócrates de Atenas
Aristócrates de Atenas (en griego antiguo: Ἀριστοκράτης, romanizado: Aristocràtesς; murió en 406 a. C., Atenas ): político y líder militar ateniense, participante en la guerra del Peloponeso. Fue uno de los comandantes de la flota ateniense en la batalla de las islas Arginus en el 406 a. C.. Posteriormente fue condenado a muerte por no brindar asistencia a los marineros que murieron en esta batalla.

## Biografía
Un aristócrata, hijo de Skellius, pertenecía a la nobleza ateniense . Se le menciona en el diálogo de Platón "Gorgias" como uno de los ciudadanos prominentes de la polis (junto con Pericles y Nicias ), cuyo «don glorificado ostenta en el santuario de Apolo el Pitio». En 421 a. C.,fue uno de los atenienses que firmaron un tratado de paz con Esparta ( Paz de Nicias), lo que significó el final de la guerra arquidámica, la primera etapa de la guerra del Peloponeso. La siguiente mención de él se remonta al 411 a. C.  Atenas estaba entonces gobernada por el régimen oligárquico de los Cuatrocientos, quien inició la construcción de la fortificación Eetionea a la entrada del puerto del El Pireo. Los oligarcas dijeron que esta fortaleza era necesaria para protegerse, y sus oponentes políticos, liderados por Terámenes, estaban seguros de que el objetivo era exactamente lo contrario: tener la oportunidad de dejar entrar al enemigo en Atenas. El aristócrata se menciona entre los partidarios de Terámenes  que lograron el éxito: la fortificación fue destruida y el régimen de los Cuatrocientos cayó .
En el 407 a. C., el aristócrata, como estratego de las fuerzas terrestres, participó en las hostilidades en Andros al mando de Alcibíades . Los andrios, que rompieron la alianza con Atenas, fueron derrotados en batalla y sufrieron grandes pérdidas. Alcibíades pronto fue destituido del mando. La flota estaba encabezada por un colegiado de ocho estrategos, incluido el Aristócrates, que tuvo que luchar con los barcos de la Liga del Peloponeso cerca de las Islas Arginusas (406 a. C). En esta batalla comandó quince barcos en el flanco izquierdo de la primera línea ; los atenienses no permitieron que el enemigo atravesara su línea de batalla y obtuvieron una victoria completa. Sin embargo, debido a una fuerte tormenta, los estrategos no pudieron ayudar a los barcos que se hundían con sus tripulaciones y ni siquiera capturaron los cuerpos de los muertos para enterrarlos con honor en su tierra natal. Debido a esto, fueron privados prematuramente de sus poderes. Estaba claro que en Atenas los estrategos victoriosos serían juzgados, pero seis de ellos, incluido Aristócrates, regresaron sin embargo a su tierra natal. Allí, por iniciativa de los políticos-demagogos, se inició de inmediato un juicio. Se sabe que los estrategos no fueron juzgados en la Heliea, sino directamente en la Ekklesía (asamblea popular), y Terámenes fue el acusador más activo. En la primera sesión, los jueces se inclinaron más por la absolución, pero la decisión se pospuso debido a la oscuridad. En los días siguientes, la situación cambió: durante la festividad de la Apaturia, numerosos familiares de los asesinados en Arginusas vestidos de luto salieron al Ágora (según una versión, era solo una dramatización). La asamblea se opuso ahora inequívocamente a los estrategos, y en la segunda reunión emitió un veredicto de culpabilidad. Los seis, incluido Aristócrates, fueron ejecutados.

## En cultura
El proceso de ganar estrategas se describe en la novela de Mary Renault Las últimas gotas de vino.